# Dieu a-t-il quitté l’Afrique?
Dieu a-t-il quitté l’Afrique? es una película del año 2008.

## Sinopsis
Agosto de 1999, Bruselas. Encuentran a dos adolescentes guineanos muertos en el tren de aterrizaje de un avión procedente de Conakry. Miles de jóvenes arriesgan su vida cada año para huir del continente africano. Profundamente conmovido por la noticia, el realizador senegalés Musa Dieng Kala decide regresar a Dakar para intentar entender qué empuja a esos chicos. Filma a cinco jóvenes adultos decididos a emigrar a Occidente cueste lo que cueste. El documental muestra la indiferencia internacional, la despreocupación de los líderes africanos y una sociedad sin recursos.

## Premios
- Fespaco (Uagadugú) 2009
- Rendez-vous du cinéma québécois 2009